# European Union Military Assistance Mission Ukraine
Die European Union Military Assistance Mission Ukraine (EUMAM UA) ist die erste Militärhilfemission der Europäischen Union für die Ukraine. Sie wurde am 17. Oktober 2022 eingerichtet und am 15. November 2022 eingeleitet, um militärische Unterstützung während der andauernden russischen Invasion zu bieten. Das Hauptziel der Mission ist die Ausbildung ukrainischer Streitkräfte auf dem Territorium von EU-Mitgliedstaaten.

## Hintergrund
Der diplomatische Rahmen für die Einrichtung der Mission wurde durch die Erklärung der EU vom 23./24. Juni 2022 zu ihrer Verpflichtung zur Bereitstellung „militärische[r] Unterstützung […], um der Ukraine zu helfen, ihr naturgegebenes Recht auf Selbstverteidigung gegen den Angriff Russlands auszuüben“ und vom 30. September 2022 geschaffen (Schreiben des Außenministers und Verteidigungsministers der Ukraine an den Hohen Vertreter mit der Bitte um militärische Unterstützung).

## Mission
Die Mission sieht individuelle, gemeinsame und spezialisierte Ausbildung für die Streitkräfte der Ukraine, einschließlich ihrer Territorialverteidigungskräfte, sowie die Koordinierung und Synchronisierung der Maßnahmen der EU-Mitgliedstaaten, mit denen die Durchführung von Schulungen unterstützt wird, vor. EUMAM UA ist auf dem Hoheitsgebiet der EU-Mitgliedstaaten tätig, mit operativem Hauptsitz innerhalb des Europäischen Auswärtigen Dienstes (EAD) in Brüssel. Der französische Vizeadmiral Hervé Bléjean, Direktor des Militärischen Planungs- und Durchführungsstabs (MPCC) innerhalb des EAD, wurde zum Befehlshaber der Mission ernannt. Das Mandat der Mission dauert zunächst zwei Jahre, die Förderung beläuft sich auf 106,7 Mio. Euro.

## Aktivitäten
Am 2. Februar 2023 beschloss der Rat eine Unterstützungsmaßnahme in Höhe von 45 Mio. Euro für Ausbildungsmaßnahmen im Rahmen der militärischen Unterstützungsmission der EUMAM UA.

## Reaktionen
Der Plan der EU, eine militärische Ausbildungsmission für die Ukraine einzurichten, wurde am 6. Oktober 2022 von der Sprecherin des russischen Außenministeriums, Marija Sacharowa, verurteilt. Sie behauptete, die Mission würde die EU „zu einer Konfliktpartei“ machen.